# 4400
«Четы́ре ты́сячи четы́реста» — американский научно-фантастический телесериал 2004 года, созданный CBS Paramount Network Television. Первый сезон создавался компанией Viacom Productions, а второй — Paramount Network Television, когда последняя была куплена первой в 2005. Шоу было создано и написано Скоттом Питерсом и Рене Эчеваррией. Было выпущено 4 сезона — с 2004 по 2007, когда был закрыт вместе с сериалом «Dead Zone» в связи с необходимостью запуска новых проектов USA Network. В главных ролях — Джоэль Гретч и Жаклин Маккензи. Сериал получил положительные отзывы кинокритиков. 25 октября 2021 года на канале The CW вышел ребут сериала.

## Сюжет
«Национальное командование оценки угрозы» (НКОУ), являющееся подразделением АНБ, изучает дело о возвращении 4400 человек, «похищенных инопланетянами» за последние 60 лет и неожиданно одновременно возвращённых в окрестности Сиэтла. Никто из этих людей не постарел и не помнит, что с ними происходило за эти годы. Несколько агентов участвует в расследовании. Главными действующими лицами сериала являются агенты Том Болдуин и Диана Скорис, их непосредственный начальник Денис Райланд в первом сезоне и Нина Джарвис в последующих, а также консультант комнаты теорий Марко Пачелла.
Многие вернувшиеся сталкиваются с проблемами, пытаясь влиться в течение новой жизни, от которой они отстали на некоторое количество лет. У некоторых вернувшихся появляются паранормальные способности, такие как телекинез, телепатия, ясновидение и другие «дары», например в пилотной серии Шон Фаррелл неожиданно оживляет мёртвую птицу. Кроме того, одна из 4400, Лили Мур, обнаруживает, что она забеременела в период между исчезновением и возвращением.
Финал первого сезона, «Белый Свет», открывает, что 4400 были похищены не внеземной цивилизацией, а людьми будущей Земли. Кайл Болдуин должен был стать «посланником», а вернувшиеся — предотвратить катастрофу.
Во втором сезоне становится известно, что у всех 4400 в мозге есть нейротрансмиттер, называющийся промицин, который и даёт им их сверхспособности. Правительство, опасающееся того, как большая группа людей будет использовать свои силы, тайно вводит 4400 промицин-ингибитор, который срабатывает на большинстве 4400, но не на тех, у кого способности уже проявились. Побочным эффектом ингибитора является появление у вернувшихся потенциально смертельного иммунодефицита. В итоге препарат полностью уничтожается антителами, найденными Кевином Бурхоффым в крови Изабелль, которой никогда не вводился ингибитор.

## Роли исполняли
- Агент ФБР Том Болдуин — Джоэль Гретч
- Агент ФБР Диана Скорис — Жаклин Маккензи
- Ричард Тайлер, бывший лётчик — Махершалалхашбаз Али
- Лили Мур Тайлер, бывшая молодая мать — Лора Аллен
- Шон Фаррелл, племянник агента Болдуина — Патрик Флугер
- Изабэль Тайлер — Мегалин Эчиканвоке
- Майя Скорис, девочка — Кончита Кэмпбелл
- Нина Джарвис — Саманта Феррис
- Алана Марева — Карина Ломбард
- Дэннис Райланд, начальник агента Болдуина — Питер Койоти
- Джордан Кольер — Билл Кэмпбелл

А также
- Тесс Дорнер — Саммер Глау
- Кайл Болдуин, сын агента Болдуина — Чад Фауст
- Дэнни Фарелл — Кай-Эрик Эриксен
- Ники Хадсон — Брук Невин
- Эйприл Скорис — Наташа Грегсон Вагнер
- Кевин Бурхофф — Джефри Комбс
- Мэтью Росс — Гаррет Диллахант
- Марко Пачелла — Ричард Кахан